# Tricyphus nigriventris
Tricyphus nigriventris är en stekelart som beskrevs av Joseph Kriechbaumer 1898. Tricyphus nigriventris ingår i släktet Tricyphus och familjen brokparasitsteklar. Inga underarter finns listade i Catalogue of Life.